# Vitinho (calciatore 2004)
Vitinho, pseudonimo di Vitor Hugo Amorim de Assis (Campinas, 18 febbraio 2004), è un calciatore brasiliano, centrocampista del Goiás, in prestito dal Cruzeiro.

## Caratteristiche tecniche
È un centrocampista offensivo.

## Carriera
Vitinho è cresciuto nel settore giovanile del Ponte Preta, che lo ha promosso in prima squadra nell'aprile del 2022. Il 7 agosto ha rinnovato il contratto fino al 2025 ed il 28 ottobre ha giocato il suo primo incontro professionistico entrando in campo nel secondo tempo della partita di Série B pareggiata 1-1 contro il Criciúma.
Il 22 dicembre è stato acquistato a titolo definitivo dal Cruzeiro, che lo ha assegnato alla squadra Under-20. Promosso nel gennaio 2024, il 12 maggio seguente ha esordito in Série A nell'incontro vinto 1-0 contro l'Atl. Goianiense.

## Statistiche

### Presenze e reti nei club
Statistiche aggiornate al 22 giugno 2024.
| Stagione        | Squadra         | Campionato      | Campionato | Campionato | Coppe nazionali | Coppe nazionali | Coppe nazionali | Coppe continentali | Coppe continentali | Coppe continentali | Altre coppe | Altre coppe | Altre coppe | Totale | Totale | Totale |
| Stagione        | Squadra         | Comp            | Pres       | Reti       | Comp            | Pres            | Reti            | Comp               | Pres               | Reti               | Comp        | Pres        | Reti        | Pres   | Reti   |        |
| --------------- | --------------- | --------------- | ---------- | ---------- | --------------- | --------------- | --------------- | ------------------ | ------------------ | ------------------ | ----------- | ----------- | ----------- | ------ | ------ | ------ |
| 2022            | Ponte Preta     | A1/SP+B         | 0+2        | 0          | CB              | 0               | 0               |                    | -                  | -                  |             | -           | -           | 2      | 0      |        |
| 2024            | Cruzeiro        | M1/MG+A         | 0+5        | 0          | CB              | 0               | 0               | CS                 | 2                  | 0                  |             | -           | -           | 7      | 0      |        |
| Totale carriera | Totale carriera | Totale carriera | 7          | 0          |                 | 0               | 0               |                    | 2                  | 0                  |             | -           | -           | 9      | 0      |        |